# 테오도어 아도르노
테오도어 루트비히 비젠그룬트 아도르노(Theodor Ludwig Wiesengrund Adorno, 1903년 9월 11일 - 1969년 8월 6일)는 독일의 사회학자, 철학자, 피아니스트, 음악학자 그리고 작곡가였다. 그는 막스 호르크하이머와 더불어 프랑크푸르트 학파 혹은 비판이론의 1세대를 대표하는 학자이다. 프랑크푸르트 학파에 속하는 학자로는 이 외에도 발터 벤야민, 헤르베르트 마르쿠제 등이 있으며 위르겐 하버마스는 2세대 학자이다.
또한 아르놀트 쇤베르크의 12음주의에 공감하여 제2빈악파의 알반 베르크의 제자가 되어 작곡을 공부하며 피아니스트로 활동했으며, 아방가르드 음악에 관심을 보였다.
아도르노의 대표 저서로는 미국 망명기간 동안에 호르크하이머와 공동으로 저술한 《계몽의 변증법》을 비롯하여, 《부정변증법》, 《미니마 모랄리아》, 《신음악의 철학》, 《미학이론》 등이 있다.

## 생애
헤겔, 칸트, 쇼펜하우어 등을 섭렵하였으며 프랑크푸르트대학에서는 철학, 사회학, 심리학을 익혔고 음악이론과 작곡에도 뛰어난 재질을 보였다. 1924년 후설에 관한 논문으로 박사 학위를 받은 후에 쇤베르크의 음악을 배우기 위해 오스트리아 빈으로 갔다. 1931년 키에르케고르에 관한 논문으로 교수 자격을 취득하였다. 이 무렵 호르크하이머, 뢰벤탈, 벤야민 등과 교유하며 프랑크푸르트학파의 핵심인물이 되었다. 히틀러의 박해를 피해 1934년에 영국 옥스퍼드대학을 거쳐 1938년에 미국으로 망명하였다. 미국의 대중문화산업을 목도하면서 현대 사회와 인간의 상황을 분석한 《계몽의 변증법》을 호르크하이머와 함께 썼다. 1953년 독일에 완전히 정착하였다. 1969년 8월 6일 심장마비로 사망할 때까지 철학, 사회학, 음악학, 문학, 미학 등에 성취를 남겼다. 1968년 학생운동 때는 비폭력을 주장하였다가 학생들과 마찰을 빚기도 했다.

## 아도르노의 문화산업론
문화산업이라는 관점에서 비판을 대중문화를 향한 비판의 핵심은, 대량생산체제를 바탕으로 한 기계적 생산에 문화적 의미가 변질되기 때문에 진정으로 문화가 담고있는 본질이 파괴되며, 이를 수용하는 대중은 표준화, 규격화, 상업화된 문화에 종속되는 존재에 불과하다는 것이다. 아도르노가 바라보는 문화란 이성에 바탕을 둔 인간의 고유한 활동이다. 아도르노는 현대에 이르러 문화가 자본주의적 사회화기능을 하지 못하고 그 매개적 기능이 문화산업으로 대행되었다고 진단한다. 그에 의하면 이 문화산업이란 야만적 무의미, 동조, 권태, 현실로부터 도피의 조달자를 의미하고 있다. 또한 아도르노는 소비가 조장되는 문화산업으로 인한 상품들이 대중에 대한 정치, 사회적 통제를 강화하고 더욱이 자본주의 체제의 현상유지에 대중을 유착시키고 의식을 내면화하여 현 체제에 순응하게 한다고 보았다.
아도르노에게 문화는 현대사회의 변화를 가능하게 하는 수단이었으므로 그는 문화적 마르크스주의자였다고 할 수 있다. 따라서 그에게 있어 생산에 의해 변질된 문화상품은 더 이상 사회변화의 힘을 가질 수 없었다. 아도르노에 의하면 물질화가 이루어지고 통제된 사회에서 생산 노동 기술 및 당은 체제 유지에 도구화된 메카니즘에 지나지 않는다. 게다가 기존 질서의 유지는 대중의 의식을 조작하여 내면화하도록 되었고 그 의식의 내면화는 문화산업에 의해 별 다른 저항없이 이행된다고 아도르노는 믿었다. 그래서 아도르노는 현대사회의 문화산업은 해방의 수단이 아니라 지배의 수단일 뿐이라고 생각했다. 아도르노는 문화산업을 설명하는 데 있어 두 가지 큰 특징이 있다고 주장하였는데, 첫째, 문화산업은 광고를 포함한 모든 수단을 동원하여 대중들의 관심, 흥미를 끌고 계속 사로잡아야 하며 둘째, 문화산업의 산물들이 대중들의 의식에 맞게 설정되어 생산물들을 선별하지 못하도록 만들어야 한다. 다시 말해, 문화산업의 상업적 목적을 지닌 산물들은 관심과 흥미를 유발하게 하지만 대중들로 하여금 능동적, 비판적인 태도를 무마시키고 무비판적인 시각으로 수용되도록하는 것이 목적이라고 할 수 있다.
아도르노에 의한 문화산업의 발전과정 내용, 기능을 살펴보면 첫째, 문화산업의 발달은 고전적인 광고미학과 표준화된 광고미학 사이의 격차를 점점 더 크게 함으로써 자율적 예술의 진지함과 그 도전적인 특성은 유용성에 대한 점진적인 추구로 인하여 보다 약화된다고 보았다. 둘째, 문화산업의 내용으로서 시장논리에 입각한 문화산업이란 문화발달에 관한 관심보다 경제적인 이윤추구를 목적으로 설립된 영리 산업이며 따라서 대량생산되는 문화항목은 곧 문화상품내지 상품문화인 것이다. 셋째, 문화산업은 이데올로기 조작에 의해 소비자를 위로부터 통제하려고 하며 거기에는 동조가 의식을 대신하고 규범으로서 어떤 일탈도 허용되지 않으며 문화산업은 반계몽적이며 자기자신이 판단하거나 결단을 내리는 자율성을 가진 개인의 성장을 방해한다고 말하고 있다. 따라서 그들의 일상생활을 지배하고 있는 것은 허위의 욕구라고 결론짓고 있다.

## 아도르노의 대중음악[2][3]
- 특정한 음악적 표현의 성공은 상업적 목적으로 함몰되어 전체와 부분의 유기적 관계는 사라지고 기계적으로 ‘표준화’되어 표준화된 음악들을 생산해낸다.
- 대중음악은 ‘수동적’ 음악감상만을 조장한다. 일상의 수동적인 도피의 대비책으로 일회성 소비의 목적을 가진다. 그렇기에 단조롭고 건조한 문화소비의 습관을 조장한다.
- 대중음악은 현실 세계에서 일어나는 억압이나 착취에 대한 대중의 시선을 자신들에게 돌리게 함으로써 사회의 현상을 단단하게 유지하는 데에 ‘사회적 접착제’역할을 한다.

## 참고 문헌
- 아도르노 『부정변증법』 / 윤선구 pdf

1. ↑  정윤수, 《20세기 인물 100과 사전》, 숨비소리, 2008년,140
2. ↑  T.W.Adorno, "On Popular Music", Studies in Philosophy and Social Science,9,1941,p.17~48.
3. ↑  원용진, 《새로 쓴 대중문화의 패러다임》, 한나래, 2010, p. 223-225